# Кристиан Фридрих фон Щолберг-Вернигероде
Кристиан Фридрих фон Щолберг-Вернигероде (на немски: Christian Friedrich zu Stolberg in Wernigerode; * 8 януари 1746, дворец Вернигероде; † 26 май 1824, Петерсвалдау (Pieszyce), погребан там) от фамилията Щолберг е от 1778 г. граф на Щолберг-Вернигероде-Вернигероде, господар на Петерсвалдау, Крепелхоф и Яновитц 1765 г., във Вернигероде 1778 г., в Гедерн 1804 г.

## Биография
Той е единственият син на граф Хайнрих Ернст фон Щолберг-Вернигероде (1716 – 1778) и втората му съпруга принцеса Анна фон Анхалт-Кьотен (1726 – 1790), дъщеря на княз Август Лудвиг фон Анхалт-Кьотен (1697 – 1755) и втората му съпруга графиня Емилия фон Промнитц (1708 – 1732). Внук е на граф Кристиан Ернст фон Щолберг-Вернигероде (1691 – 1771) и графиня София Шарлота фон Лайнинген-Вестербург (1695 – 1762).
Сестра му Августа Фридерика (1743 – 1783, Ерланген) е омъжена на 5 декември 1767 г. в Изенбург за граф Густав Фридрих фон Изенбург-Бюдинген (1715 – 1768), на 24 септември 1768 г. в Кристиненхоф за граф Лудвиг Казимир фон Изенбург-Бюдинген (1710 – 1775), и трети път на 26 юни 1777 г. във Фритцлар за проф. Фридрих Вендт (1738 – 1808, Ерланген), президент на „Академията Леополдина“. Сестра му Луиза Фердинанда (1744 – 1784) се омъжва на 13 юни 1766 г. във Вернигероде за принц Фридрих Ердман фон Анхалт-Кьотен-Плес (1731 – 797).
Кристиан Фридрих фон Щолберг-Вернигероде следва в Хале на Заале от 1764 до 1767 г. и тогава е приет в масонската ложа Zu den drei Degen.
До 1796 г. той е катедрален дехант в Халберщат и пропст във Валбек, рицар на кралския пруски орден „Червен орел“ (1797) и на ордена „Черен орел“ (1803) също на Йоанитския орден. През 1790 г. той е направен рицар на Йоанитите чрез принц Август Фердинанд Пруски (1730 – 1813).
Правнукът му Ото фон Щолберг-Вернигероде (1837 – 1896) става на 22 октомври 1890 г. първият княз на Щолберг-Вернигероде.

## Фамилия
Кристиан Фридрих фон Щолберг-Вернигероде се жени на 11 ноември 1768 г. във Вернигероде за графиня Августа Елеонора фон Щолберг-Щолберг (* 10 януари 1748, Щолберг; † 12 декември 1821, Петерсвалдау, погребана там), сестра на граф Карл Лудвиг фон Щолберг-Щолберг (1742 – 1815), дъщеря на граф Кристоф Лудвиг II фон Щолберг-Щолберг (1703 – 1761) и съпругата му графиня Луиза Шарлота фон Щолберг-Росла (1716 – 1796). Те имат десет деца:
- Анна (* 24 февруари 1770, Вернигероде; † 26 януари 1819, Дирсфорт), омъжена във Вернигероде на 5 юли 1797 г. за фрайхер Александер фон Вилих († 20 януари 1831)
- Луиза (* 24 ноември 1771, Вернигероде; † 8 април 1856, Грос-Крауше), абатиса на манастир Дрюбек (1797 – 1800), омъжена във Вернигероде на 21 декември 1807 г. за Мориц Хауболд фон Шьонберг († 18 април 1860, Грос-Крауше)
- Хайнрих фон Щолберг-Вернигероде (* 15 декември 1772, Вернигероде; † 16 февруари 1854, Вернигероде, погребан там), граф на Щолберг-Вернигероде, цу Вернигероде и Гедерн, женен I. във Валденбург на 4 юли 1799 г. за принцеса Йохана фон Шьонбург-Валденбург (* 4 октомври 1780, Валденбург; † 29 август 1809, Вернигероде), II. в Берлин на 30 декември 1810 г. за фрайин Еберхардина фон дер Реке (* 25 януари 1785; † 24 октомври 1851, Вернигероде)
- Мария (* 4 май 1774, Вернигероде; † 16 юни 1810, Хернсдорф до Дрезден), омъжена във Вернигероде на 20 юни 1803 г. за княз Хайнрих LIV Ройс-Лобенщайн (8 октомври 1767; † 7 май 1824)
- Фердинанд фон Щолберг-Вернигероде (* 18 октомври 1775, Вернигероде; † 20 май 1854, Петерсвалдау), граф на Щолберг-Вернигероде, цу Петерсвалдау, женен във Вернигероде на 25 май 1802 г. за графиня Мари Агнес фон Щолберг-Щолберг (* 4 май 1785, Копенхаген; † 16 октомври 1848, Петерсвалдау)
- Фридерика (* 16 декември 1776, Вернигероде; † 4 октомври 1858, Гнаденберг), омъжена във Вернигероде на 11 ноември 1806 г. за бургграф и граф Хайнрих Лудвиг фон Дона-Шлодиен (* 22 октомври 1772; † 9 декември 1833)
- Ернестина (* 15 май 1778, Вернигероде; † 6 август 1781, Илзенбург, погребана във Вернигероде)
- Константин фон Щолберг-Вернигероде (* 25 септември 1779, Вернигероде; † 19 август 1817, Карлсбад), граф на Щолберг-Вернигероде в Яновитц, женен в Берлин на 30 септември 1804 г. за фрайин Ернестина фон дер Реке (* 23 юни 1786, Берлин; † 27 август 1874, Яновитц)
- Теодор (* 30 декември 1783, Вернигероде; † 25 януари 1786, Вернигероде, погребан там)
- Антон фон Щолберг-Вернигероде цу Крепелхоф и Дирсфорт (* 23 октомври 1785, Вернигероде; † 11 февруари 1854, Берлин), пруски държавен министър, женен в Берлин на 12 юни 1809 г. за фрайин Луиза фон дер Реке (* 16 октомври 1787, Берлин; † 6 април 1874, Потсдам)